# Juncus roemerianus
Espèce
Classification phylogénétique
Juncus roemerianus est une espèce de plantes à fleurs du genre Juncus et de la famille des joncacées poussant dans les marais salants et les estuaires majoritairement le long du sud-est des États-Unis.

## Localisation
Juncus roemerianus est originaire d'Amérique du Nord, où sa distribution principale se situe le long du littoral du sud-est des États-Unis, y compris la côte du Golfe. Il est présent du New Jersey au Texas, avec des populations périphériques dans le Connecticut, New York, le Mexique et certaines îles des Caraïbes.

## Écologie
Cette espèce offre un abri à plusieurs espèces animales des marais salants. Des oiseaux tels que le Troglodyte des marais, le Râle tapageur et le Bruant maritime y nichent. Les rats de riz y nichent et se nourrissent des œufs des oiseaux locaux. Un certain nombre d'espèces fongiques poussent sur cette plante, certaines exclusivement. Les nouvelles espèces d'ascomycètes Aquamarina speciosa, Keissleriella rara, Massarina carolinensis et Paraphaeosphaeria pilleata ont été décrites à partir de tiges mortes ou mourantes de ce jonc. Les bactéries de l'espèce Celerinatantimonas diazotrophica y ont été isolées à partir de leurs racines.

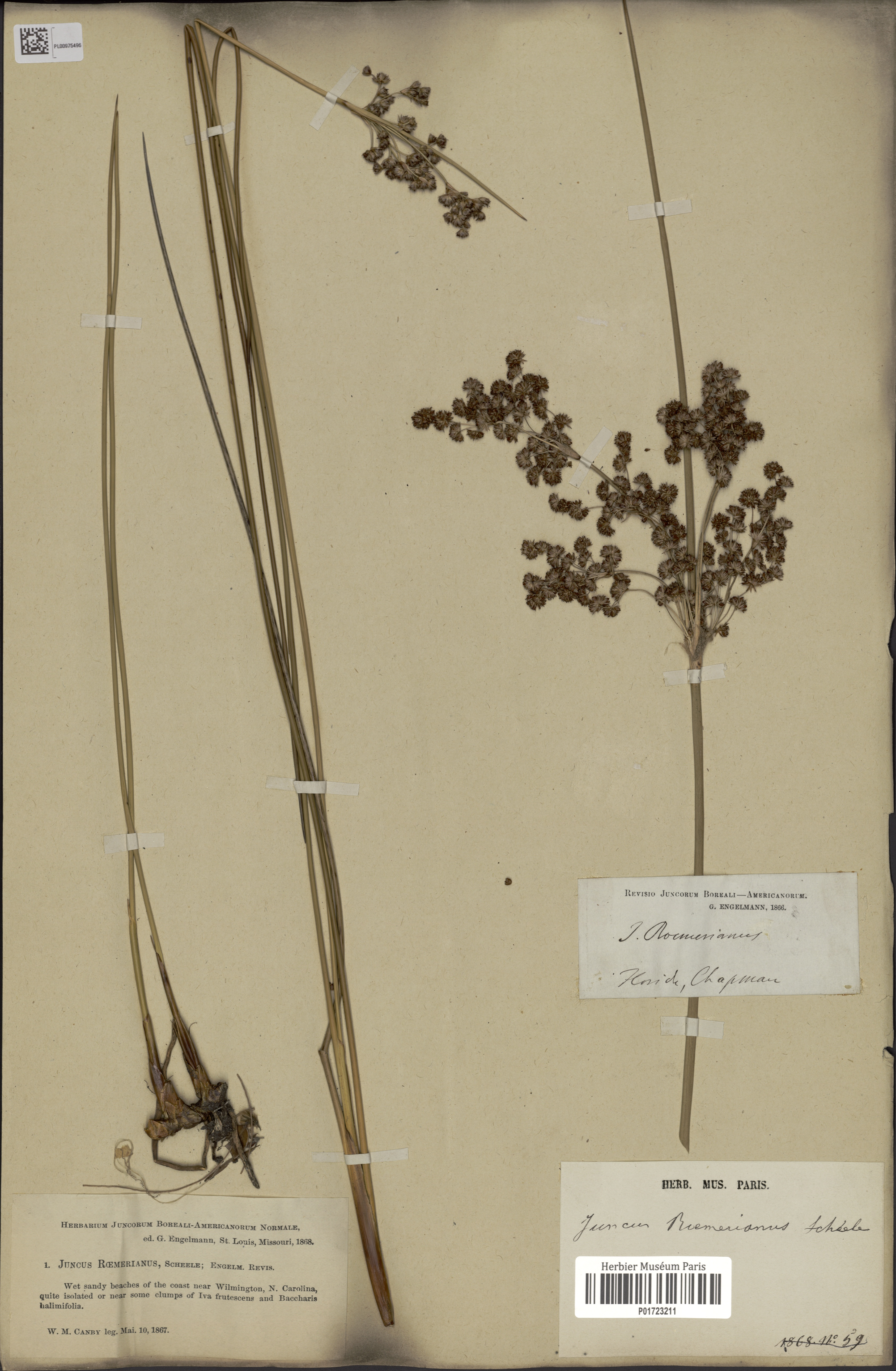
Spécimen de cette espèce au Muséum National d'Histoire Naturelle (Paris)